# إجراءات سياسة التهدئة في بولندا المحتلة من قبل ألمانيا

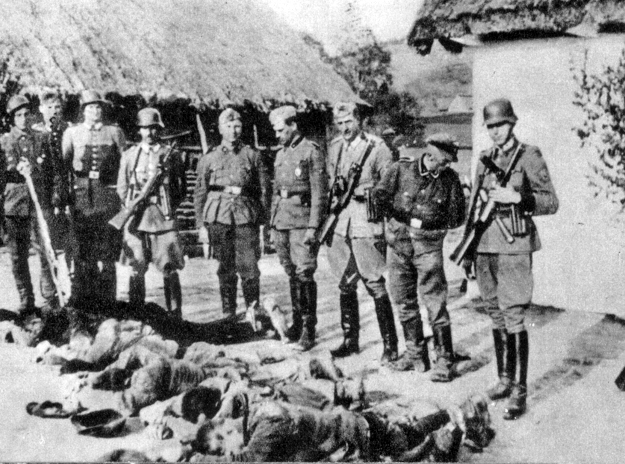
مجزرة قُتل فيها فلاحون بولنديون على أيدي قوات الاحتلال الألماني بالقرب من رادوم عام 1943.

كانت إجراءات سياسة التهدئة في بولندا المحتلة من قبل ألمانيا إبّان الحرب العالمية الثانية واحدةً من العديد من الإجراءات العقابية المصممة لترهيب السكان المدنيين للقرى والبلدات المحلية باستخدام الجيش وقوى الشرطة. كانت تلك الإجراءات جزءًا مكملًا من حرب عدوانية ضد الأمة البولندية شنتها ألمانيا النازية منذ 1 سبتمبر 1939. كان الهدف المرسوم لعمليات التهدئة منع وقمع حركة المقاومة البولندية، وعلى الرغم من ذلك، كان من بين الضحايا أطفال يبلغون من العمر عامًا ونصف ونساء وآباء يحاولون إنقاذ عائلاتهم ومزارعون يتدافعون لإنقاذ الماشية من المباني المحترقة ومرضى وضحايا تعرضوا لإصابات ورهائن من عدة إثنيات من بينهم بولنديون ويهود.
في سبتمبر من عام 1959 أجرى المكتب المركزي للعدالة في لودفيغسبورغ التابع لألمانيا الغربية تحقيقات في جرائم حرب ارتُكبت خلال عمليات التهدئة في بولندا المحتلة، وتماشيًا مع القانون الجنائي الألماني (78\3 و2 و212) استُبعدت تلك الجرائم في النهاية على أنها منتهية الصلاحية مسبقًا بسبب قوانين التقادم المسقط الألمانية. لم تجر أي تحقيقات أخرى حتى يونيو من عام 1971 حين استعبدت جرائم فرقة الدبابات الأولى في بولندا (بولينفيلدزوغ) عام 1939 على أنها غير محتملة بعد تصريح الرائد فالثر فينك والذي قُبل بحسن نية. ما تزال التحقيقات التي أجراها المعهد البولندي لإحياء الذكرى الوطنية بشأن المذابح في مواقع محددة جارية. تؤكد البيانات التاريخية التي جُمعت في بولندا التدمير الكامل لـ554 ألف مزرعة قيمتها 6.062 مليون زلوتي (مستوى 1938) وموت 8 ملايين من الماشية والخيول، بالإضافة إلى الخسائر البشرية الفادحة. ومُسحت عدة مئات من القرى البولندية عن الخريطة. في غضون عام ونصف فقط بين 1 يناير 1943 و31 يوليو 1944، نفّذ الفيرماخت وحده 1106 عملية تهدئة في بولندا المحتلة بمعزل عن عمليات القتل التي نفذتها الأينزاتسغروبن وفرق الحراسة والهولوكوست ضد اليهود.

## الخلفية
طُرح ما سُمي بـ «عمليات التهدئة» جنبًا إلى جنب مع جميع سياسات الإبادة الأخرى الموجهة مسبقًا ضد بولندا في سبتمبر من عام 1939، وكانت واسعة النطاق إلى حد أنها تسببت بجريمة مؤكدة بحق ما يقارب 20 ألف قروي. وقعت المذابح في مناطق الحكومة العامة، وبوميرانيا، وفي المناطق المجاورة لبياليستوك وبولندا الكبرى. بلغ عدد المستوطنات البولندية المستهدفة في هذه العمليات نحو 825 مستوطنة (في بولندا يومنا الراهن). نفّذ الجيش الألماني النظامي 760 عملية إعدام جماعي خلال مسيره عبر وسط بولندا. تقدر الخسائر المادية من التدمير العشوائي للريف غير المرتبط بالمناورات العسكرية بـ30 مليون زلوتي في منطقة الحكومة العامة وحدها.
كما لاحظ مؤرخو الحرب العالمية الثانية، كانت إجراءات التهدئة منفصلة عن إجراءات عملية تانينبيرغ. إذ لم تكن جزءًا من عمليات القتل العشوائي التي قامت بها فرق الموت المتنقلة الاينساتسكوماندو التي كانت نشطة أثناء غزو بولندا عام 1939 والتي امتازت في كثير من الأحيان باستهداف متعمد للسكان المدنيين من قبل القوات الغازية بمشاركة نشطة من الأقلية الألمانية الحية في الجمهورية البولندية الثانية التي انضم رجالها إلى كتائب الفولكسدويتشر سيلبستشوتز في بروسيا الغربية وسيليزيا العليا وفارتيلاند. في المحصلة، فقد ما يصل إلى 200 ألف بولندي حياتهم في بداية الحرب بغض النظر عن طبيعة الصراع. وبالمثل، توفي أكثر من 100 ألف بولندي في عمليات القصف الإرهابي لطائرة اللوفتفافه. نُفّذت إجراءات التهدئة في غرب بولندا الوسطى وكذلك في أقاليم كريسي الشرقية التي أعيد الاستيلاء عليها من الاتحاد السوفييتي في عام 1941، بما في ذلك مقاطعة بوليسي ومقاطعة نوفوغروديك ومقاطعات أخرى تشكل معظم بيلاروسيا الغربية الحالية.